# 埔里歷史

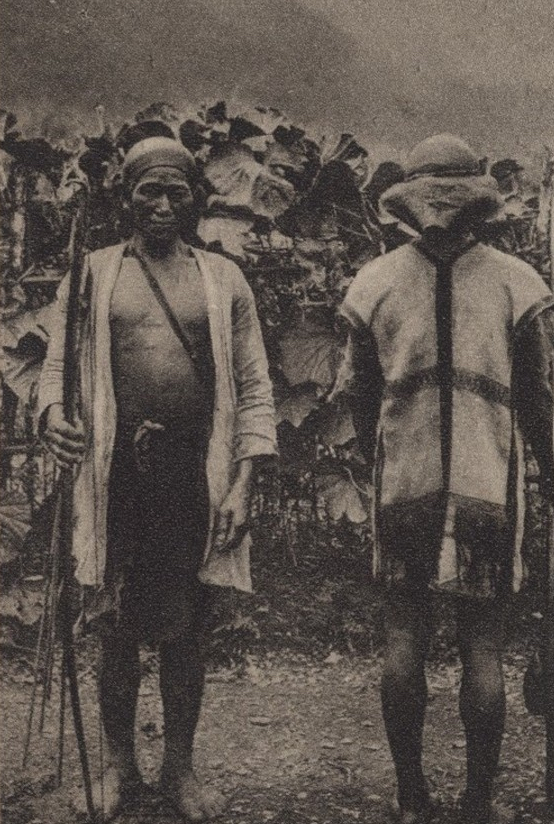
1903年埔里地區原住民外出打獵所穿服裝

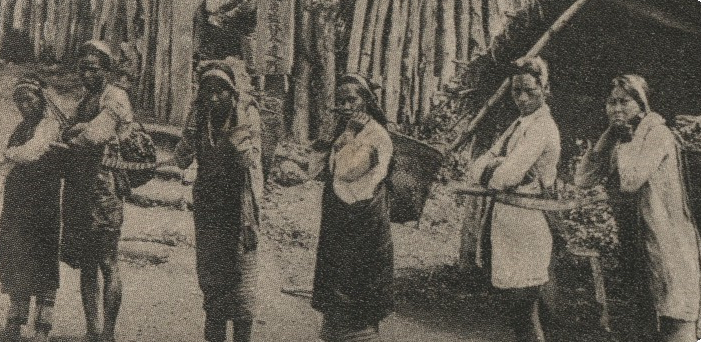
原住民在中川山分遣所前交換物品

埔里地區处于台灣本島之中央，東側為中央山脈，西側有國姓之深谷，南邊憑日月潭為界，北邊倚關刀山為屏障，地形十分險要，加上四季溫和，其豐富的自然環境提供了人類生存的重要條件。距離今約三千年前，已有人類陸續在埔里盆地周邊臺地地區建立家園；從其史前遺址所發現的石器、陶器，可發現該時期之文化內涵相當豐富；但不知原因為何，這些史前人類又像謎一樣的消失。直到很久以後，才有埔社布農人與眉社泰雅人各自分別居住在埔里的南北兩側，成為埔里近代歷史之最早主角。
漢人大量進入埔里的最早紀錄是在1815年；當時，一千多名墾戶在郭百年等人率領下強行進入埔里。由於這次的移民行動沒有經過官府准許，再加上隨意殺害埔社及眉社原住民，終於引來當局關注；隔年，漢人被澈底驅逐，郭百年等墾首被依法懲治。埔社與眉社的原住民因此遭受重大損失，對漢人因而產生不好的觀感；但也正因經過這些衝擊，他們才更加了解漢人的社會文化，激起其放棄狩獵並從事農耕的想法。
1825年，分散居住在台灣中部的巴布薩、洪雅、拍瀑拉、道卡斯、巴宰海平埔族人在他們的原居地因遭受漢人於經濟上的掠奪，導致其耕地大量流失，生活日漸窘迫，而不得另尋發展；當時，埔里正好提供其絕佳機會，於是，在互相招引之下，他們在接下來的八年中陸續進入埔里。
平埔族族群進入埔里後，一開始以埔社與眉社的佃田為生，後來依恃其農耕技術較當地族群進步，逐漸獲得當地大多土地，當地原居民因此逐漸撤往山區居住。後來，漢人也隨著逐漸鬆弛廢除的內山開墾禁令陸續前來開墾居住。1875年，埔里地區之開發大致完成。
沙連堡成立於清朝乾隆年間，其範圍包括今部份水里鄉、魚池鄉、國姓鄉、埔里鎮及仁愛鄉一帶；而埔里正是水沙連六社的重要地區，當初稱為蛤美蘭社，亦稱埔裡社（埔裏社）。道光年間，平埔族遷居至該地，並建立三十多個部落。光緒年間，總兵吳光亮建立大埔城。
第二次世界大戰後，政府在此設立隸屬南投縣之埔里鎮，其東側為仁愛鄉，西側為國姓鄉，南面魚池鄉，西距草屯鎮38公里，西北距台中58公里，南距日月潭約17公里，是通往臺灣中部各主要風景區的重要交通樞紐。鎮內所轄面積約162.227平方公尺，人口約87,000人，包含泰雅族、平埔族、閩南人、客家人及外省人各族群；除商業活動之外，居民大多從事農林業，全區沒有大型工廠。

## 清治時期
1684年第一任諸羅縣知縣季麒光在《臺灣雜記》提到水沙連的名詞和地理位置，這是目前有關水沙連年代最早的文獻。1693年高拱乾編寫《台灣府志》，其中在<規制志>有提到水沙連思麻丹社「康熙三十二年新附(歸附)」成為「供賦熟番」，這是目前有關邵族最早的歷史記載;賦役志則有對邵族族人的記載;<外志>中也有對水沙連地理概念的描述。
1697年郁永河寫《番境補遺》記錄並描述了水沙連的風土民情，其中有關於「水沙廉」的記載。。
1713年豎立石碑標明界限，嚴格執行不得跨越番界的禁令 。1717年周鍾瑄編修《諸羅縣志》<卷一．封域志：山川>中提到水沙連內山有十社(十個部落)；<風俗志．番俗考中>亦有對水沙連男女悅合的記載和南北港番的分類與記述，<古蹟>和<外紀>更有對邵族的風土民俗的詳細記載。
1721年水沙連與阿里山各社，因為對漢人通事蠻橫而暴利貪斂的態度感到痛恨，乘著「朱一貴抗清事件」殺死通事。水沙連與阿里山各社殺死通事的事件被清廷視為叛亂，因此知縣孫魯前來招徠，先展示兵威火力，再賞賜煙、布、銀牌，軟硬兼施的招撫手段，在十二月間讓阿里山各社與水沙連南港土官接受招撫，而水沙連北港土官麻思來隔年（雍正元年，1723年）元月間也接受招撫。1723年清廷增設彰化縣，並將原本參將駐紮於諸羅之北路協鎮移駐彰化，進而得以同時控制南邊的諸羅縣和北邊的淡水廳。
1725年水沙連社頭目骨宗聯絡附近的蛤里難社（埔里社）等社，連續在東勢、藍興半線社、大武郡、柴裡社、竹腳寮等地殺人，引起官方的注意。1726年九月間總督高其倬命令臺灣道吳昌祚及北路參將何勉、淡水同知王汧、巡察御史索琳等共出兵二千人，共同圍剿骨宗等人，十月間直搗水沙連北港之蛤仔難社，然後再進入水裡湖社逮捕到骨宗父子三人，搜出積存的頭顱八十五個，又逮到阿密氏麻等二十多人，亦搜出頭顱無數，並將骨宗等人押解回軍前，解省伏誅。
1734年清政府為了加強控制內山地區，將濁水溪流域一帶的原住民領域成立「沙連堡」，其範圍即清朝末年沙連、集集、五城等堡廣闊的內山地區。1737年清廷解除攜眷渡臺之禁令，從閩粵兩個省分前來拓墾的漢人逐漸增加。1740年清朝政府賜姓「潘」給岸童社土目,成為埔里平埔族人的潘姓由來。1743年沙連堡設立。
1744年清廷下令禁止漢人爭奪開墾番地。1752年清廷豎立石碑於原住民生活領域的邊界，禁止漢人進出。1755年政府准許水沙連地區開墾升科。1756年劉宰予開闢水圳東埔蚋圳完成。1759年設置南投縣縣丞，由彰化縣知縣管轄，是輔助機構，但有管轄刑名錢穀的功能。
1762年彰化知縣胡邦翰籲請水沙連已報陞科之沖崩壓壞田園減則，並免舊欠回賦。1764年三月巡臺御史李宜青實地調查水沙連，九月以水沙連地脊租重(土地貧瘠稅負沉重)，奏請處蠲租(免除租稅)。
1765年二月臺灣道莊允焄嚴禁採製軍工樟木放流水圳之水道，並將告示刻於石碑立於濁水莊。1766年設置南北路理番同知。1771年閩籍漳州府漢人合股招募佃農在沙連堡淺山地區積極拓墾，陸續建立了林尾庄、湳底庄、吳厝庄、柴橋頭庄、八張犁庄。1781年泉州人進入集集開墾，形成一大聚落，稱作集集舖。1782年 爆發閩粵漳泉互相爭鬥的慘案。 
1783年業戶楊東興進入集集埔開墾，修築水圳引濁水溪水灌溉，拓墾洞角、大坵園等莊。1788年臺灣知府楊紹裘奉旨，率領水沙連化番頭目毛天福與阿里山頭目等三十名地方官員進入京師前往拜見皇帝，獲得賜謁七次賞宴十次，並給予朝服等禮物，並由福建巡撫頒給銀牌，觀光一年多的時間才回去。水沙連社原住民頭目毛天福被任命為通事，黃漢被任命為社丁首。
林爽文事件時，水沙連地區的通事、社丁首等率領歸化生番，效忠清廷，有功於掃蕩平定。福康安於是上奏請求讓臺灣的熟番設置屯防。於全臺灣共設屯所十二處四千人，在水沙連地區設柴裡小屯及北投小屯，水沙連化番隸屬於迆裡小屯，其養贍埔地為將八娘坑埔地九十甲分給水沙連社屯丁九十名，每名得一甲。除了屯丁以外，禁止民間私自擁有兵器。
1789年分配膽養埔地給熟番平埔族以設置屯田。1790年詳細測量土地並重新豎立標明界限的石碑，以永久禁絕越界紛爭。1791年實施屯番之制。1792年命令將屯番制事務之經營管理改由屯丁自收、發給。
1790年成立番屯制度, 後有「郭百年事件」開啟了平埔族群遷移埔里盆地爭佔埔地、殺害社番、死去過半，未幾再遭北來兇番窺我社慘，微少番丁，遂生欺凌擾害，難以安居。幸有邵族親來社相商，云及前日間上山捕鹿，偶遇北投社平埔族人亦入山捕鹿，相會敘出情因。言及在外被漢奸勒佔, 棲身無地, 大慘難言。阿密、大舌(埔社頭目與社主)以及邵族社番親竊思。自我祖上以來原與北投社平埔族一脈相生, 同氣連枝。聞此大慘, 不得不為之悲哉! 是故輾轉尋思: 「而今此本社地廣番少, 屢被北番擾害, 慮乏壯丁共守此土, 如得該北投社平埔族來社同居墾耕,  一則可以相助抗拒兇番,  二則北投社平長久棲身之處, 所謂一舉兩得而無虞矣! 」                                                                 
由上述可知平埔族群入墾埔里的契機, 是由於埔社族人因「郭百年事件」導致人丁稀薄, 無力抵禦外族入侵,恰巧洪雅族北投社族人在一次偶然的機會, 與邵族人於山中打獵相遇, 得知埔社族人在一邊是急需人力抵禦敵對外族; 一邊是飽受漢人欺凌, 另覓新天地安居, 於是透過與埔社族人關係親密的邵族人居中撮合, 使得進入埔里盆地開闢新家園, 而位於草屯鎮的洪雅族北投社因地利之便, 不僅是入埔的開路先鋒, 更是後來大舉入墾的主要勢力! 當在西部的平埔族群備受漢人侵壓, 日感生活困頓知時, 聞知埔里地廣人稀, 漢人悉遭政府驅逐出山, 並且原住埔社族人亦歡迎入墾，時北至苗栗通霄，南至雲林斗六廣大區域內的平埔五大族群包括道卡斯、巴宰、巴布拉、巴布薩、洪雅諸族，即透過屯制的聯繫，組織成大規模的集體移墾行動。
後招平埔族群入墾埔里的埔社族人失去了埔里盆地南半部主人的地位, 而北半邊的原住主人眉社族人, 雖拒絕了平埔族群進入其領地開墾, 但平埔族不斷侵墾眉社族人的領地。在無力抵禦大量入墾的平埔族移民之下, 無奈地交出北埔里盆地世代居住的領地。至此, 平埔族可說是成為埔里盆地的新主人了!
1793年業戶楊東興創建集集埔媽祖廟，祈求開墾拓殖平安。1811年泉州人林評募集資金招來佃農開墾牛轀轆（今水里鄉永豐村），拓墾白仔腳山南邊山腳一百幾十甲，開鑿水圳灌溉。
1814年水沙連隘丁首黃林旺，聯合陳大用、郭百年及臺灣知府衙門門丁等，貪圖水沙連非常豐腴的土地，發動「郭百年侵墾事件」，到處隨意焚燒殺戮，佔領奪取水沙連的土地，使得水沙連的原住民流離失所。1816年臺灣鎮總兵武隆阿巡視檢閱臺灣北部得知郭百年入侵開墾及焚燒殺戮事件，下令嚴正處理，並命令彰化縣令吳性誠請諭墾戶，驅逐大多數佃戶離開山區，同時臺灣鎮撤回臺灣府的告示。
1817年清廷傳喚郭百年等人到地方行政中心訊問，郭百年被戴上枷鎖並用棍杖拷打，其餘的人則被赦免。署鹿港同知張儀盛、彰化縣知縣吳性誠、呂志恆，前往沈鹿社拆毀泥土建造的城郭，將水沙連全部的耕地租佃撤銷，各個部落的原住民族人才開始返回。清廷於烏溪口、濁水溪口豎立刻有公告禁止事項的石碑，石碑在北邊豎於龜仔頭坪（今國姓鄉龜仔頭）刻著「原作生番厲，不造漢民巢」，在南邊豎於風谾口（今集集洞角）刻著「嚴禁不容奸入，再入者斬」的告示，嚴禁漢人超越開墾界限。
1823年西部平原平埔族透過邵族恩貓丹社（水社）打里摺番親的引薦和介紹，以埔里盆地部份埔地的永耕權，做為西部平埔族群移入的補償。正月(農曆一月)間西部平原平埔族群訂立「公議同立合約字」，各個部落互相約定選出並調派壯丁，自備斧資往水沙連內山開墾尚未被開發的土地。萬斗六社革通事田成發首先集結招募其他部落的熟番作為保衛，並提供尚未開發的土地給他們開墾耕作。北投社兩百多人分成幾次移民進入埔里盆地開墾耕作，陸續形成茄苳腳、枇杷城、鹽土三聚落。
北路理番同知鄧傳安，注意到水沙連的侵入開墾事件，擔心有邊界衝突發生的可能，親自率領兵勇進入水沙連番地視察，安撫部落裡的多數居民，並且寫成《水沙連紀程》。
1824年王增榮、陳坑二人為墾首，企圖開墾水沙連邵族領域，先投入大量資金修築道路，以便聯結集集地方，並建土地公祠於嶺頂，以祈求行路平安，因該嶺形狀看似馬騴，於是稱為土地公鞍嶺。北路理番同知鄧傳安向福建巡撫孫爾準大力陳述開放水沙連的好處，孫爾準原本有意要採納，但經過駐守在臺灣的官吏研議，仍然劃界封鎖，更在集集鋪（今集集鎮），及內木柵（今草屯鎮、土城）南北二處入山隘口設置汛(兵營)專管防範，並由北路理番同知及彰化知縣每年分上下兩班，輸流巡查，以禁絕違法闖越。
1825年社寮張天球設立學塾，取名「文峰齌」，延請老師教育後生晚輩。朴仔籬社、葫蘆墩社、岸裡社、烏牛欄社、阿里山社男女七百餘人移入埔里盆地，在眉社領地建立聚落開墾耕作，但因位於泰雅族出草威脅地帶，不久就放棄耕作。
1828年十月間蛤美蘭社（土目阿密、社主大舌等透過思貓丹社在其中協助，與各平埔族群訂立「望安招墾永耕字」，收受當時價值銀伍仟餘圓的禮物，再撤出埔地與田園山林以供平埔族群打里摺番親墾耕，各族群、各部落並共同訂立「承管埔地合同約字」分配土地。兩次大規模招墾後，土地所有權落入平埔族群間，平埔族群成為埔里盆地的新主人。
1830年於埔里社設置總通事官職，下面另外設有土官官職。羅良吉被舉為總通事管理各部落，各部落並設置土官，治理移住埔里盆地的平埔族群，此為清廷默認平埔族群移居開墾埔里盆地。
1836年閩籍漳州人抵達銃櫃山區從事侵墾。臺灣兵備道熊一本、給事中朱成烈何清廷上奏表示臺灣還沒開發的土地很多，應該准許開墾，清廷命令閩浙總督顏伯壽討論並答覆。總兵武攀鳳、臺灣巡道熊一本、臺灣知府仝卜年等進入水沙連地區實地調查，之後向閩浙總督顏伯壽獻上「條覆籌辦番社議」精確陳述開墾水埔六社的利益，但顏伯籌認為這樣會侵犯到原住民的生活空間，後患難防而援舉例子奏請禁止。
1838年閩籍漳州人抵達頭社，泉州人進入水社侵墾。1841年臺灣知府大力陳述關於開墾水沙連六社的政策，遭到閩浙總督禁止。
1846年北路理番同知史密、北路協副將葉長春、南投縣丞冉正品，率領通事土目進入水沙連。當時埔裡社番目(原住民頭目)督律、水裡社番目毛蛤肉、田頭社番目擺典、貓蘭社番目六改二、沈鹿社番目排塔母、眉裡社番目改努等，率領六個部落的住民，向這些官員獻上地圖，表達亟欲開墾之意。史密於是向上級報告「籌辦番社議」，先描述原住民的情況，再討論到控制綏靖、馭治備禦等具體方案，大力推薦開墾水沙連。
北路理番同知的「籌辦番社議」由巡道熊一本、知府仝卜年向閩浙總督劉韻珂清楚說明，於是劉韻珂向朝廷上摺「奏開番地疏」。臺灣府北路理番同知曹士桂，首先進行實地調查水沙連。
1847年閩浙總督劉韻珂，率領北路理番同知史密、淡水同知曹士桂、北路協將葉長春、北路營參將呂大陞還有其他官兵實地調查水沙連六社，並向道光皇帝呈上「奏勘番地疏」，詳細解說水沙連六社「開之則易於成功，禁之竟難以弭患」。他大力陳述開墾政策的奏摺並未被朝廷接受。閩浙總督劉韻珂視察眉社時，將違法私自開墾並欺凌侮辱眉番的徐戇棋正法，以懲罰警告橫行於埔里盆地之不法之徒。
1848年新任分巡臺灣兵備道徐宗幹，接受水沙連六社番目群到官署的開墾要求，於是請設屯丁書，擬將原本屬於迆裡小屯的水沙連六社化番，獨立為水沙連大屯，屯兵四百名。茄苳腳圳興建工程開始。
1849年總社丁黃肥招得墾首王增榮，開墾原來審鹿社的埔地(即今魚池鄉盆地的平原地帶，大約今魚池鄉魚池、東池、大林、東光、共和、中明、新城各村)，面積大約有二十一平方公里。埔社眉社總通事羅良吉過世，再推選北投社族人巫春榮為總通事，因處事不公，偏袒南、北投社，紛爭不斷，於是平埔族群水火不容，分為南、北兩黨，南投社北投社稱為「南番」，頂九番（牛眠山等聚落）、下九番（日南、房裡、吞霄等聚落）、大肚番（水裡、生番空等聚落）稱為「北番」，雙方對立，勢均力敵，不肯讓步。
1850年埔社眉社頭人篤律、斗禮、眉西弄、代毛甲非等人立出招墾字據，將埔里盆地眉溪以北草埔地交付平埔族頭人潘永成管理耕作事宜，招募佃戶開墾，每年配納草地租（生番租），每甲納粟壹百石，此為泰雅族系統的眉社、水眉社讓出土地供平埔族群開墾耕作，導致眉社、水眉社勢力衰微，最後眉社躲避入內山併入萬大群，水眉社併入眉原群。
1851年茄苳腳圳、北烘圳、守城份圳等水利設施陸續開鑿完工，平埔族群之定耕農作開始有一定規模，埔里盆地的開發奠定基礎。
1854年(陳希亮等人開鑿三角潭仔圳。1855年漳州籍漢人移居崙龍及水社。1856年黃達理等六戶三十人，移來卜吉（又被稱作剝吉，今德化社），邵族十八戶遷居珠嶼（今光華島）及水社。
1857年泉州人鄭勒先率領群眾進入埔里盆地，與平埔族群進行交易，他並依順原住民習俗，改姓名成平埔族名培奕（uaiyek），而且與平埔族人互相約定毋侵奪、毋欺詐、毋強佔土地等事，獲得平埔族群之信任，並獲得准許居住在埔里社。自此之後漢人移入日漸增多。
1858年漢人墾戶首王增榮的孫子王達德將木屐蘭的埔地分成三十二份田業，交給漢人佃戶前去開墾，並建立木屐蘭聚落。大規模的瘟疫傳染事件使邵族族人二十八戶九十六人遷往石印社。1860年漢人二十戶，總共一百一十人，進入日月潭湖邊的水社和卜吉兩地拓墾。
1862年臺灣中部發生「戴萬生之亂」，清廷展開圍剿，亂黨之一的洪欉據守今草屯鎮北勢湳一帶頑強抵抗，其弟洪益竄入 。
1866年埔里盆地「南番」、「北番」勢力因既得利益衝突，不斷發生武力對抗，時常發生械鬥，時稱「南北併」，埔里社街區曾遭兩次焚燒，此一械鬥直到1873年（同治十二年）才逐漸平息。
1868年受定耕農作與漢文化影響，平埔族人於烏牛欄創建福德爺廟，平埔族人之粟作文化和祖靈信仰逐漸式微。1869年6月林評在拓墾時遇害而死，當地居民因為感念他的功勞，建造廟祠以奉祀他。
1871年埔里盆地烏牛欄巴宰族頭人潘孝希開山，因打獵槍傷，獲同族岸里社族人引介，前往臺南療傷，住院期間得基督福音，邀請李豹、甘為霖牧師(William Campbell)前來，基督教信仰自此後傳入埔里盆地。甘為霖牧師並資助埔裡社之巴宰族人興建烏牛欄禮拜堂，成為水沙連地區基督教傳教之起源地，其後兩年間陸續完成牛眠山、大湳禮拜堂的興建與傳教事宜。平埔族人倡議興建「恆吉宮」於大肚城，供奉天上聖母。
1873年設鹿港理番同知分廳於大肚城，是為水沙連地區的政治中樞，並兼置義塾，教育平埔族及漢系子弟，官員、商賈群居於此。水社化番頭目改只，將與木屐蘭相連的長寮內外加道坑交給吳忠鳳等前去開墾耕種，並建立聚落。甘為霖牧師再次前來埔里盆地傳教，並試圖在日月潭之水社對邵族進行基督教的傳教工作，將日月潭命名為Lake Candidius，用以紀念17世紀間一位荷蘭籍教師Candidius在臺南地區熱心傳播基督福音的事蹟。
1874年牡丹社事件發生，日軍前來臺灣征伐，清廷派出船政大臣兼臺灣督辦防務沈葆楨找出完善的解決方案，隨後開放「開山撫番」，解除漢人渡臺禁令，並允許漢人進入番地。理番廳委員李世英廢埔里盆地原有之通事制，將埔里盆地的各聚落分為東西南北四角，各置總理一名，各聚落設社長職。
1875年元月至11月，總兵吳光亮親自督導兵勇開鑿中路，由林圮埔（今竹山）抵東臺灣之樸石閣（今花蓮縣玉里鎮）。同時另鑿一路，由集集街，經牛轀轆而於大坪頂匯合前者。改北路理番同知為中路撫民理番同知，新設埔裡社廳而移駐。撤銷進入山區與販賣鐵、竹等先前的禁令。將進入埔里盆地南路要衝的銃櫃、水社、貓蘭、司馬按及新城五庄自沙連堡移出，獨立為五城堡。
為了防範甘為霖牧師在日月潭珠子嶼（今光華島）上興建禮拜堂，總兵吳光亮在島上興建正心書院，命令在水沙連駐屯的丁汝霖與幕僚吳裕明、黃允元等人同時管理書院的教育事務，並教化邵族族人。正心書院的主建築是一座長十六公尺，寬五公尺的房舍，是一個具有規模的建築物。 設置鹿港理番同知分廳於大肚城，以作為中央政治機構，並設置義學。
1876年設立埔裡社堡的十九所義學及五城堡（即銃櫃、水社、貓蘭、司馬按及新城五庄）的七所義學。
1877年臺灣總兵吳光亮建造大埔城（今埔里街區前身）及建築廳署，壘土為城，外植刺竹，環以濠溝，並設東、西、南、北四門，周圍凡七百餘丈，號稱「大埔城」，是為控制臺灣中部番境之重鎮。福建巡撫丁日昌擬定撫番開山善後章程二十一條，由分巡臺灣道夏獻綸札飭(官府上級對下級發文訓示)各廳縣。同知吳本杰擬定撫番章程。
1878年粵人林阿琴移居集集社仔莊，以熬製樟腦為業。五城堡的七所義學，經理番委員調整為頭社、水社、貓蘭、木屐蘭、大林等五處。臺灣總兵吳光亮建造大埔城（今埔里街區前身）並建造主要官署，以堅硬的土壤建造城垣，外面種植刺竹，以濠溝環繞，並設置東、西、南、北四座城門，周圍凡七百餘丈，號稱「大埔城」，是為控制臺灣中部番境的重鎮。設置地方官制總理制度。
1879年吳光亮頒佈「化番俚言」三十二條。夏季剛開始時，水社發生嚴重的疾病傳染事件，前後二年連續有兩百多人死亡，邵族族人為了避難，逐漸遷居中茅埔、新興、水尾、竹湖等村莊，以致於水社衰頹。廢止招墾局。濁水莊童生董榮華建造永濟義渡完工。牛相觸（今埔里鎮南村）庄民刈香於竹北二堡枋寮庄芝義民爺廟，建廟祀之。
1882年為防禦生番，左水社總帶綏靖左營內分別派遣兩哨至獅仔頭及蜈蚣崙，並設屯丁營（名營50人）二所於埔裡社史櫓塔（今十一份仔山麓）及生番望頂（現水尾山麓），這些屯丁全部都只錄用平埔族人。撫民通判進駐
1884年招待佃人黃達理，在日月潭畔的卜吉庄（今德化社）墾殖。設置地保、鄉保、總甲，地保辦理人民訴訟，鄉保司搜查，總甲司捕拿。
1885年臺灣建省，劉銘傳就任為首任巡撫，到任後向朝廷陳述臺澎善後事宜，以「練兵」、「清賦」、「辦防」、「撫番」四大政務為治理臺灣的主要重點，即設立防務、籌辦軍政、清理賦稅、安撫生番等，其中以「撫番」為治臺首務。此時，埔里是主要的撫番中樞。成立埔裡社廳撫民通判，也就是「分府丁」。福建臺灣巡撫劉銘傳，委棟軍統領林朝棟辦理中路營務處及撫墾局給與「林合」墾契，許在北港沿山招佃墾耕，並專賣全臺樟腦獲利。
1886年設埔裡社撫墾局於番界，合併理番同知與撫墾委員。設立屯兵營盤，以五三五人為一營，一面防備，一面耕耘，營盤分為中、左、右、前、後五哨，中哨派一三五人任營盤，任埔裡社城內警備，其餘四百人，分為四哨派遣蜈蚣崙、十一份仔、守城份、蔍高仔、水尾、三條崙等六屯營，另配置四人於小銃櫃，由埔裡社附近更深入松柏崙設防。巡撫劉銘傳選定林杞埔為新設雲林縣治。十月斗六門縣丞陳世烈進駐，成立雲林城工總局及雲林撫墾局。
1887年7月，埔里社的平埔族與邵族四社，聯合布農族的卓大社起來反抗，清廷派林朝棟率領「棟軍」入山攻伐。1888年設埔里社廳。實施埔里社廳的清丈和清賦工作，實施「減四留六」佃租政策，由小租戶直接繳納賦稅，並徵收「亢五租」作為撫番及義塾的資金來源。改埔里社撫墾局為招墾局，並設蜈蚣崙及木屐蘭分局。設東勢角撫墾局水長流分局、北港分局。
1889年設置北路協鎮府於大埔城內。林朝棟自東勢角之馬鞍嶺至埔裡社之大坪頂間，開闢官道，沿途駐軍以護腦丁，其左哨隊在水長流，中哨隊在北港溪。

## 日治時期
1895年由於清廷在甲午戰爭戰敗，4月17日簽訂馬關條約，割讓臺灣及澎湖。7月28日日本軍警部隊聯合進入大埔城，後成立埔裡社民政支廳，同年12月改為民政部埔里出張所。
1896年設置埔里地方法院、埔里社監獄署。3月地方行政官制度改正，成立埔里社支廳。7月11日抗日義軍佔領埔里社，日軍警退往北港溪（國姓鄉北港村），7月17日才被增援之日軍及附近的隘勇聯合擊退，許多村莊被燒毀。6月至8月間日本在臺第一個原住民相關事務管理機構撫墾署成立，並開始運作，各地共設11所，7月23日埔里社撫墾署開辦。9月19日補助防守由水底寮經小埔社至埔里社一線，霧峰林家私設隘勇線所需經費及隘丁薪金（此即前述幫助日軍反攻埔里之隘勇），為日本政府保留並使用隘防制對付原住民之始。
1897年設置埔里社辦務署於埔里社城內，管轄區域為埔里社堡東西南北角、五城堡、北港溪堡。廢埔里地方法院，改隸臺中地方法院。廢埔里社監獄署，改正為臺中縣監獄本署埔里社支署。1月踏查臺灣橫貫鐵路路線的深崛陸軍大尉一行14人在土魯閣社（Toluku，今南投縣仁愛鄉合作村靜觀部落）附近被殺，日人對霧社地區展開全面封鎖行動。4月修正「撫墾署組織規程」，署長改由縣知事（縣長）、廳長指揮；埔里社撫墾署加設蜈蚣崙出張所。4月7日設立埔里社國語（日語）傳習所。設立驛傳社，即埔里郵便局前身。8月3日至8月31日首度舉辦原住民到日本「觀光」。共有大嵙崁（大溪）、林圮埔（竹山）、埔里社、蕃薯寮（旗山）四撫墾署管內原住民13人參加。
1898年設置埔里社辦務署，結合保甲制度與戶政制度，頒佈「保甲條例」，實施保甲制。將埔里社國語傳習所改為埔里社公學校，並另設烏牛欄分教場，以烏牛欄禮拜堂為教室，共招得三十二名平埔女子為學生，另外在集集的兩個分教場也被改為集集公學校，於明新書院開學。設立「蕃情研究會」搜集原住民風俗習慣等資料。1899年廢止埔里社辦務署，改隸為南投辦務署埔里社支署。埔里社公學校烏牛欄分教場改為埔里社公學校烏牛欄分校，隔年增設男子部。
1900年學者鳥居龍藏抵埔里社及附近從事人類學調查工作，對埔里盆地的平埔族群及日月潭的邵族進行為期十天的調查。1901年成立埔里圳水利組合。依照官制改正規定，廢除南投辦務署埔里社支署，改為南投廳埔里社支廳，管轄原埔里社堡（現埔里鎮）、北港溪堡（現國姓鄉）、五城堡（現魚池鄉）之平地，以及眉原，過坑、卓社、干卓萬之蕃地的範圍。4月埔里守備隊與霧社群泰雅族在人止關附近發生戰鬥，中村中尉以下17人輕重傷。
1903年設立埔里區役場，處理地方行政事務。4月將原由殖產局掌管之蕃地有關事務移交警察本署，由警察全責擔當「理蕃」工作。殖民政府當局的「理蕃政策」改弦更張，以武力為後盾的高壓政策全面展開。10月5日發生「姊妹原事件」(又稱「霧社蕃膺懲事件」)，霧社群被政府當局封鎖多年，在急須補充物資的情況下，當局趁機唆使布農族干卓萬社（今仁愛鄉萬豐村）假借物資交換之名，誘騙霧社群至兩族交界之地進行交易。布農族將他們灌醉後，趁夜展開攻擊行動。同去的一百三十餘名霧社群壯丁中，八十餘人當場被殺，其餘多因重傷或溺水而死於途中，逃回部落者僅六、七人。
1904年設置埔西區，埔東區，轄管一街十三莊。設埔里街消費市場，由埔里區役場直營。殖民政府宣告廢除已經調查確定之「大租權」，小租戶成為地主，完全取得土地所有權。此政策落實土地所有權歸屬，使賦稅、土地買賣及企業投資更為直接方便，埔里地區特有的「亢五租」間題全面解決。7月制定「隘勇線設置規程」、「蕃界警備員勤務規程」及「隘勇傭使規程」。將北路埔里社至龜仔頭間的道路開修。
1905年實施第一次臨時臺灣戶口調查。3月全面廢止「國（日）語傳習所」，改設「蕃人公學校」。3月10日至3月23日：「埔里山麓隘勇線前進行動」，因去年過坑（今仁愛鄉中正村）線築成後，現有自蜈蚣崙至過坑線呈突出狀，且又位於山麓而不易防守，故決議新設由蜈蚣崙直線通過鯉魚潭接過坑線的隘勇線。專門針對霧社群而設的霧關中央監督所（埔里鎮鳥踏坑附近）也於此時設立。
1906年2月9日埔里支廳長進入霧社地區，並趁機提出協助隘勇線前進之議；因原住民並無反對之意，於是經過守城大山的霧社至眉原隘勇線順利完成。此線完成的最大意義在佔領守城大山，能明瞭附近各社的位置及地形；並於完工之5月31日同時舉行與霧社群的「和解式」。4月埋石山（今稱關頭山）方面隘勇線前進行動，佔領霧社。
1907年3月2日埔里社方面新隘勇線的前進行動開始，自埋石山監督所前進。1908年成立農業會。縱貫鐵路全線通車。1911年埔里社公學校烏牛欄分校獨立為「烏牛欄公學校」。
1912年2月9日埔里社支廳為管理交通及民蕃接觸，增設眉溪駐在所。3月23日，發生林圮埔事件，劉乾攻擊頂林派出所。
1913年將埔里社民間之糖廓整合，成為臺灣製糖株式會社「埔里社製糖所」，開設蔗田至製糖所間之甘蔗輸送鐵道，同時兼營客運。此一經濟作物的大量栽植，改變埔里盆地缺水地帶及丘陵地的耕作型態，由於土地的利用、買賣，及民間企業的整合，帶來大量人口的移入，對埔里盆地的傳統經濟結構、社會型態、交通等產生巨大影響。
1914年埔里社至集集之間的自動車路拓寬重修。1915年實施第二次臨時臺灣戶口調查。設立埔里社電燈株式會社，以水力發電，屬地區性之發電所。3月設立埔里信用組合，即今埔里鎮農會的前身，此一信用組合的成立，係地方性現代化經濟及金融制度的引進。
1916年臺灣總督府技師山形要助向當局提出建議設立日月潭水力發電廠。嘉義、南投、臺中地區發生強烈地震，埔里一帶災情慘重。開設輕便車道，行走於埔里社、加道坑、魚池庄、車埕、集集、二水之間。3月13日埔里社電燈株式會社開始送電，初期供應700個電燈。
1917年1月5日埔里地區再度發生強力地震，埔里社、烏牛欄、魚池等地三公學校毀塌，暫時停課，即予重建。埔里地方災情慘重，原大埔城內之舊市街主要建築塌毀，埔里開始進行市街重整。民間人士蘇逢時、游禮堂等人創設「埔里製酒株式會社」，為今埔里酒廠前身。9月至10月能高越嶺道興建工程開始。
1918年霧社至花蓮港間道路竣工。4月23日，總督府民政部殖產局附屬林業試驗場於南投廳五城堡蓮華池庄官有地及茅埔庄所在地，設立「藥用植物栽培試驗場地」，專職掌管藥用植物的栽培與試驗。
1919年拓建埔里社至外車埕之間的輕便車道。為了興建日月潭發電廠運輸材料、人員的需求，集集線鐵路開始鋪設。8月開始興建北山坑水力發電廠，以作為日月潭水力電氣工事準備工作之動力來源。開築八通關越嶺道路，由玉里及梅仔腳萬東西雙向同時進行，至大水窟銜接。
1920年改埔里社為埔里街，設置能高郡役所轄管埔里街、國姓莊以及番地。水社與司馬按、魚池、茄苳坑、東埔間鋪設運輸日月潭水力電氣工事材料之電氣鐵道，是臺灣最早之電車。外車埕水社間，及東埔武界間之流籠索道動工。埔里社電燈株式會社被新成立的臺灣電力株式會社收購。9月18日爆發「薩拉矛事件（合流分遣所與捫岡駐在所被襲擊）」，警察及眷屬被薩拉矛群泰雅族攻擊，共有3人被殺死、9人被馘首。
1921年4月24日烏牛欄公學校北港溪分校獨立為國姓公學校。同時並置北山坑分離教室。由於地方改正，臺中州下之學校一律冠上新地名；埔里社公學校改為埔里公學校。11月21日霧社地區原住民學童五十名由日本警察率領下山，觀光埔里，並參加埔里小學校之運動會。
1922年埔里製酒株式會社收歸公有。4月1日成立埔里公學校生番空分教場。烏牛欄公學校史港分離教室改為烏牛欄公學校史港分教場。5月6日眉原社頭目以下三十九名及南阿冷社二十六名，由日本警察率領下山，觀光埔里街，參觀製糖所、夜間日語講習班、及北山坑發電廠後，往魚池庄司馬按參觀日月潭水力電氣工事及電車，轉向過坑社，參觀蕃童教育所及農耕情形，總共為期三天。12月17日臺中州當局為對抗臺灣文化協會之活動，組織「向陽會」，成立主旨為：「圖謀提高文化，振興地方自治，改良社會，充實民力，以期發揚國民精神為目的」。
1923年1月28日成立向陽會埔里分會，會員日人八十七名、臺人一百零七名。4月1日烏牛欄公學校史港分教場獨立為史港公學校。4月19日由於學生不斷增加，埔里公學校成立梅子腳教室，即今埔里國小址。
1925年在埔里街北門創建真宗本願寺派「能高寺」，址在今埔里長老教會。為強化日式神道教信仰，在埔里街虎頭山麓創建「能高神社」，址在今臺灣地理中心碑和埔里高工。3月成立埔里青年會文庫（圖書館）。4月1日埔里公學校擴張規模，停辦補習科而改設高等科。4月1日撤銷陸軍埔里及恆春分遣隊。減少「蕃」地巡查規定名額，將缺額移往平地。
1927年埔里街能高神社竣工，為臺中廳下能高郡轄區（埔里街、魚池庄、霧社蕃地）內日人神道教總社。成立「埔里青年團」，團址設於埔里公學校內。4月1日埔里公學校生番空分教場改稱為埔里公學校溪南分教場。
1929年6月8日埔里街能高寺創設托兒所於該寺，是為埔里幼稚教育的肇始。此一托兒所於10月11日改為埔里幼稚園，專收日人子弟。
1930年4月埔里街黃萬國、黃萬得兄弟斥資六萬餘日圓開闢埔里至魚池自動車路興工，其後費時一年全長13公里餘。4月1日原私立埔里幼稚園改為公立，由埔里街役場經營，兼收臺人子弟。8月埔里「蕃人宿泊所」工事開工。10月27日爆發「霧社事件」，霧社群泰雅族(賽德克族)（由Mahebo馬赫坡、Hogo荷歌、Boaalon,Boalum波亞倫、Suku斯克、Rodof羅多夫、Tarowan塔羅灣等6社發動）趁著霧社地區舉行聯合運動會，當地所有日人群聚的時候發動攻擊，殺死日本官吏、警察、平民及其眷屬134人、並誤殺漢人2人後佔領霧社，同時攻佔附近各駐在所，搶奪槍支彈藥起事。。10月29日軍警協同佔領霧社。臺中警察隊奪回三角峰駐在所，使道澤群無法參與反抗。
1931年1月埔里街至魚池間之自動車路開始營運，為民間經營的道路。1月16日臺灣總督石塚英藏因「霧社事件」引咎辭職，由太田政弘繼任第十四任臺灣總督。12月15日在埔里虎子山（現臺灣地理中心碑所在地）舉行由霧社群移居川中島者代表，對今仁愛鄉所屬泰雅族各群代表的和解式。
1932年2月21日，地主黃敦仁舉辦業佃懇親會並為小作人舉行宴會；當時，黃敦仁擁有八十多甲土地及小作人（佃農）62位，且有報紙讚譽其為「埔里模範地主」。1933年起自臺中、草屯、上溯烏溪、後抵埔里而深入霧社之「裡南投道路」（今中潭公路、埔霧公路）開工。
1934年開闢埔里街至草屯之自動車道。邵族族人被政府強制移居卜吉社（今日月村、即德化社）;日月潭的漢人被強制遷到埔里、木屐蘭、水裡坑(社仔) 、員林、二水、田中等地。
1935年埔里公學校前原設梅仔腳分教室，址在郊區，較易擴展，因此逐年發展，規模已超越本校，8月16日埔里公學校前梅仔腳分教室改為本校，而將原校改為分教室（後改為埔里南公學校，即南光國小前身，址在今埔里鎮第三市場）。11月起自臺中、草屯、上溯烏溪、抵埔里而深入霧社之「裡南投道路」全線竣工。
1936年4月1日由於埔里公學校學生數達1,819名，予以南北分校，將原埔里公學校本校（梅仔腳，即今埔里國小址）之本科十四班、高等科二班改稱為「埔里北公學校」，另將分教場十三班獨立為「埔里南公學校」，並將埔里公學校溪南分教場隸屬之，改稱埔里南公學校溪南分教場。
1937年1月15日改正公學校規則，極力推行日語，廢止公學校漢文科，嚴禁學生使用臺語。實施了新的水利統治政策，包括魚池庄在內的新高郡區，全部併入「新高水利組合」中。4月1日烏牛欄公學校成立水尾分教場於赤崁頂。臺灣軍司令宣佈進入戰時體制。設置國民精神總動員本部。11月30日上午9時在埔里原陸軍練兵場，舉行能高郡高砂族青年會之訓練狀況檢閱，共有18個團體575人參加。
1938年12月4日能高郡原住民在埔里公學校舉辦國（日）語演習會，內容都與戰爭有關。1939年合併埔里圳水利組合、福興圳水利組合、北港圳水利組合成為能高水利組合。
1940年2月11日修改戶口規則，規定臺灣人全面改換日本姓名。4月1日埔里南公學校溪南分教場獨立為溪南公學校。11月25日臺灣精神動員本部公佈「臺籍民改日姓名促進要綱」。
1944年2月由於全島實施國民教育，原日人子弟就讀之埔里尋常小學校改制為埔里女子農業實踐學校，僅招生女生。3月6日公佈「臺灣決戰非常措施要綱」，共有15項，主旨為全島人民都須隨時接受徵召參加勞動，並開始實施糧食配給制。8月22日宣佈臺灣進入戰場緊急狀態。9月1日實施臺民徵兵制度。
1945年埔里女子農業實踐學校改制為街庄組合埔里家政女學校。當年日治時期結束，12月改為臺中縣立埔里女子家政學校。6月17日廢止保甲制度及「皇民奉公會」。6月18日公佈「臺灣國民義勇隊編成方案」，規定男子自15歲到60歲，女子自17歲到40歲都須服兵役或受徵召。8月15日日本政府宣布無條件投降，第二次世界大戰結束。

## 戰後時期
1945年12月25日臺灣行政區域改制，分臺北、新竹、臺中、臺南、高雄、花蓮、臺東、澎湖八縣，舊制的郡改為區，街改為鎮，庄改為鄉，州廳改稱縣政府，郡役所改稱區署，街庄役場改為鄉鎮公所，其下設村、里、鄰各辦公處。南投區、新高區、能高區、竹山區皆歸隸於臺中縣。埔里街改隸臺中縣。
1946年4月22日臺中縣立埔里女子家政學校改制為臺中縣立埔里初級中學。1947年二二八事件爆發，3月12日「二七部隊」撤入埔里，改稱「臺灣民主聯軍」。3月15日至3月16日國民政府軍進攻埔里，雙方在烏牛欄橋邊展開激戰，「二七部隊」被擊退，史稱「烏牛欄之役」。
1948年設立國民兵部隊，鄉鎮首長兼任隊長職務。1949年地方制度改正，埔里鎮改到南投縣管轄範圍下。1950年10月臺灣省調整行政區域，新設南投縣，轄管十三鄉鎮，埔里鎮隸屬南投縣管轄。隨政府行政區域調整，原冠上臺中縣立之各級學校改隸為南投縣。
1951年實施「三七五減租」、「公地放領」政策。南投客運前身前身山民汽車客運公司創立，專為山區民眾提供交通服務。1953年實施「耕者有其田」政策。原日治時期能高神社所在位置，成立南投縣立埔里初級農業職業學校。

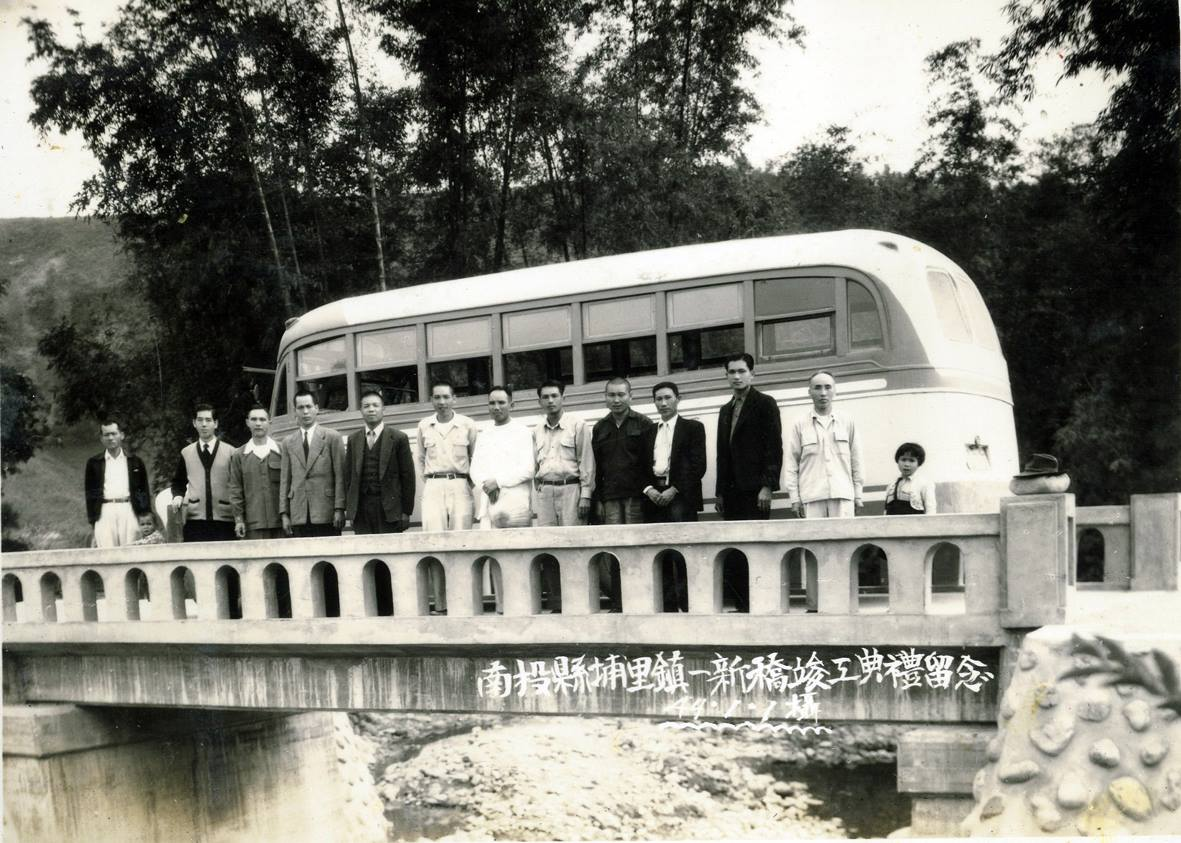
南投縣埔里鎮一新橋竣工典禮留念 44.1.1攝

1955年公告埔里鎮都市計畫，於埔里鎮大城里中山路1030號建造「基督教山地中心診所」，即埔里基督教醫院前身。山民客運因山地經營環境惡劣，經營困難停止營業。同年，重新改組後成立南投汽車客運股份有限公司。
1958年1月29日中部橫貫公路霧社支線正式通車。2月埔里基督教山地醫院開始招收第一屆護理學校的學生。原南投縣立埔里初級中學改制為埔里中學，設有初中部及高中部，是一所綜合中學。南投縣立埔里初級農業職業學校改辦為埔里農業職業學校，為五年一貫制學校。
1959年八七水災災害慘重。南投客運由於經營困難再度停止營業並經過改組。1960年八一水災豪雨成災。1962年南投客運再因經營困難倒閉，再度改組。1963年南投客運全面停止營業。11月6日，巫永昌深感偏遠山區地方弱勢居民對於交通殷切需要，決定出面重組接辦，並獲得屏東汽車客運股份有限公司大力支援車輛、人員。12月1日再度復業營運。經營範圍大部份為仁愛鄉、國姓鄉、魚池鄉等地區。

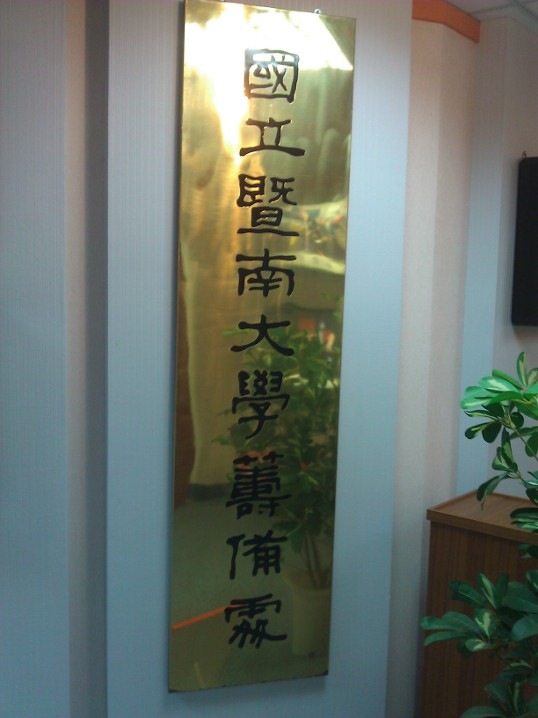
國立暨南大學籌備處

1974年興建埔里鎮立圖書館，改建埔里鎮衛生所。1979年埔里鎮公所遷建完工。1980年新建第三零售市場，改建第一市場為綜合商業大樓。1987年中埔公路四線車道完工。1992年開闢拓寬埔里鎮市區主要道路。國立暨南國際大學於埔里籌備建校。1993年長青會館興建完工。1994年埔里藝文中心興建完工。1995年埔里鎮立體停車場、埔里鎮立圖書館動工，開闢埔里鎮外環道路。

## 資料來源
- 埔里大紀事
- 埔里的歷史大事
- 水沙連地區歷史年表 （页面存档备份，存于）
- 媚麗埔里-大埔城誌-歷史大事--大事紀 - 南投縣埔里鎮公所 （页面存档备份，存于）